# 浪川睦会
浪川睦会（なみかわむつみかい）は、福岡県大牟田市上官町2-4-2に本部を置く指定暴力団。構成員は、約250人（2014年）。2015年に浪川会に改称した。

## 略歴
九州誠道会
- 2006年5月、二代目道仁会理事長二代目松尾組組長大中義久（松尾義久）は、三代目道仁会会長に襲名した。
- 2006年5月、二代目道仁会副理事長三代目村上一家総長村神長二郎（朴植晩）は、三代目道仁会の跡目争いに伴い、離脱した。
- 2006年7月29日、九州誠道会を結成して、九州誠道会会長に襲名した。
- 2007年6月13日、佐賀県佐賀市の福所江川の船着き場で、九州誠道会系組長鶴丸善治の刺殺体が発見された。
- 2007年6月19日、熊本県熊本市の自宅で、九州誠道会系組員入江秀則は、射殺された。
- 2007年8月18日、福岡県福岡市の路上で、九州誠道会系組員岡久伸と村上知輝は、三代目道仁会会長大中義久（松尾義久）を射殺した。
- 2007年9月14日、服役中の三代目道仁会理事長小林哲治は、四代目道仁会会長に襲名した。
- 2007年11月12日、福岡県大牟田市の兼行病院玄関前で、九州誠道会系組員古賀茂喜は、射殺された。
- 2007年11月27日、福岡県久留米市の駐車場で、四代目道仁会系組員松尾義和は、射殺され、同組員藤村要は、刺殺された。
- 2008年2月28日、福岡県公安委員会は、九州誠道会を指定暴力団に指定した。
- 九州誠道会会長村神長二郎（朴植晩）は、引退した。

二代目
- 2008年3月20日、九州誠道会理事長浪川政治（朴政浩）は、二代目九州誠道会会長に襲名した。
- 2009年3月28日、佐賀県伊万里市の道路上で、二代目九州誠道会系組員前田賀壽久は、刺殺された。
- 2011年4月5日、佐賀県伊万里市の山元記念病院の駐車場で、四代目道仁会系組員岩崎和幸は、二代目九州誠道会系組員浜ノ上勝則を射殺した。
- 2011年9月15日、佐賀県佐賀市の駐車場で、二代目九州誠道会系組員福島弘海は、射殺された。
- 2012年4月21日、佐賀県小城市三日月町で、二代目九州誠道会系組員南里祐次は、刺殺された。
- 2012年12月27日、福岡県公安委員会は、四代目道仁会と二代目九州誠道会を「特定抗争指定暴力団」に指定した。
- 2013年6月11日、二代目九州誠道会は、福岡県警久留米署に「解散届」を提出して、四代目道仁会は、抗争終結の「宣誓書」を提出した。

浪川睦会
- 2013年10月7日、浪川政浩（朴政浩）は、解散した二代目九州誠道会を浪川睦会に改称して、浪川睦会会長に襲名した。
- 2013年12月10日、福岡県公安委員会は、浪川睦会を「特定抗争指定暴力団」に指定した。
- 2014年6月27日、福岡県公安委員会は、四代目道仁会と浪川睦会の「特定抗争指定暴力団」を解除した。

## 歴代
九州誠道会
- 初　代：村神長二郎（二代目道仁会副理事長）
- 二代目：浪川政浩（九州誠道会理事長／三代目村上一家若頭）

## 当代
- 会　長：浪川政浩（二代目九州誠道会会長／九州誠道会理事長／三代目村上一家若頭）